# 月に吠える (曲)
「月に吠える」(つきにほえる) は、日本のロックバンドヨルシカの楽曲。2021年10月6日にユニバーサルJより、各種音楽配信サービスにてリリースされた。

## 概要
配信作品としては、8作目となる。
今作は、「又三郎」「老人と海」に続く、文学作品のオマージュ曲となり、萩原朔太郎による詩集「月に吠える」をモチーフに制作された。2021年8月には、全国のローソンにて60秒版が先行放送されていた。

## 収録内容
| #         | タイトル       | 作詞・作曲・編曲 | 時間 |
| --------- | -------------- | ---------------- | ---- |
| 1.        | 「月に吠える」 | n-buna           | 4:26 |
| 合計時間: | 合計時間:      | 合計時間:        | 4:26 |